# インテルラゴス・サーキット
アウトドローモ・ホセ・カルロス・パーチェ（葡: Autódromo José Carlos Pace）は、ブラジルの南部サンパウロ市にあるサーキット。インテルラゴス (Interlagos) とも呼ばれる。F1ブラジルGPが行われる。

## 概要
サンパウロ近郊のグアラピランガ湖とビリングス湖の近くにあるサーキットで、「インテルラゴス」は「湖の間」という意味がある。もともとインテルラゴスの湖畔地域は、サンパウロでは著名な別荘地であるものの、サーキット周辺の土地は湖からも遠いため不動産業者が宅地開発に不向きと判断して1930年代にサーキットを建設し、1940年にオープンした。
しかし、1960年代以降のブラジル経済の急成長によりサーキット周辺に住宅地が形成され、さらに2000年代には近隣に地下鉄駅も出来たことから、現在は高層アパートが立ち並ぶベッドタウンになっている。
サーキット名は1970年代にブラバムに在籍したサンパウロ出身のF1ドライバー、ホセ・カルロス・パーチェに由来する。パーチェは1975年のブラジルGPで地元においてF1初優勝を達成し　エマーソン・フィッティパルディに次ぐチャンピオン候補と言われたが、1977年に飛行機の墜落によって死亡した。
1940年の開設後、サンパウロ周辺で最大のサーキットであることからF1から国内選手権、地方選手権まで多くのレースが開催されている。ブラジルGP初開催は1973年。南米におけるF1開催は1998年までアルゼンチンGPが行われていたが、現在は当地で行われるブラジルGPのみである。
旧レイアウトでのグランプリ開催はグランド・エフェクト・カーの台頭による安全面の問題や、サーキット周辺の治安悪化問題が原因となり1980年で終了し、1981年からはリオデジャネイロのジャカレパグアへ移った。その後レイアウトを短縮し、1990年にブラジルGPの開催地がインテルラゴスに戻り、最初の優勝者はアラン・プロストとなった。なおジャカレパグアはその後廃止された。
1991年から2000年までの10年間のうち、1993年のアイルトン・セナ以外はこのグランプリの優勝者がワールドチャンピオンになっており、一時はブラジルGP（インテルラゴス）を制すものはタイトルを制すと、一部でジンクスのごとくささやかれた。2004年以降はシーズン終盤の開催となり、2005年から2009年まで5年連続でチャンピオン決定の場となった。
サンパウロは標高800mの高原地帯に位置するため天候が変わりやすく、レース中に通り雨が降ることがある。ブラジルGPでは1993年のセナの逆転優勝や2003年の赤旗レース終了前にトップとなったジャンカルロ・フィジケラの逆転優勝、2008年の最終ラップのチャンピオン決定劇といったドラマを演出している。
2016年10月に行われたサンパウロ市長選挙で当選したジョアン・ドリアは「インテルラゴス・サーキットの民営化を積極的に進めたい」と語っている。
2017年、インテルラゴスは補助金打ち切りにより資金難に陥ったが、ブラジルでの開催を重視したバーニー・エクレストンは2018年から2020年までの開催権料を免除する救済策を実施、引き続きレースの開催が担保された。F1の経営がリバティ・メディアに移っても契約は順守されたが、2020年のブラジルグランプリ開催は2019新型コロナウイルスの感染拡大により中止が決定。開催権料免除は2年間にとどまった。

## コースの特徴

### レイアウト

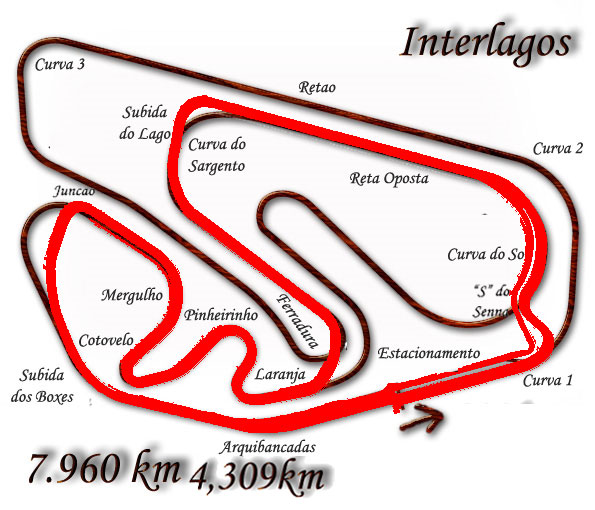
旧コース（黒）と新コース（赤）

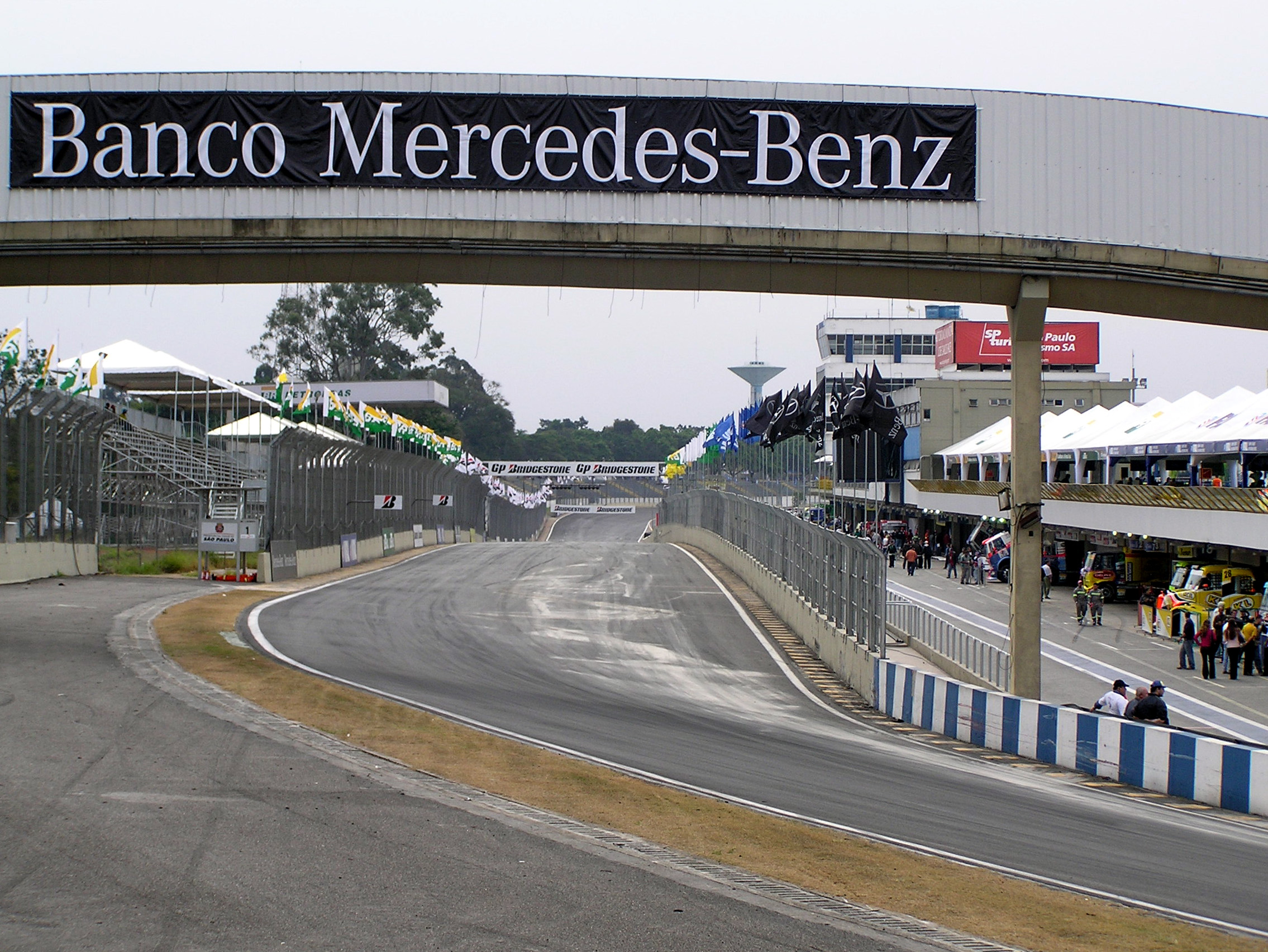
ホームストレート

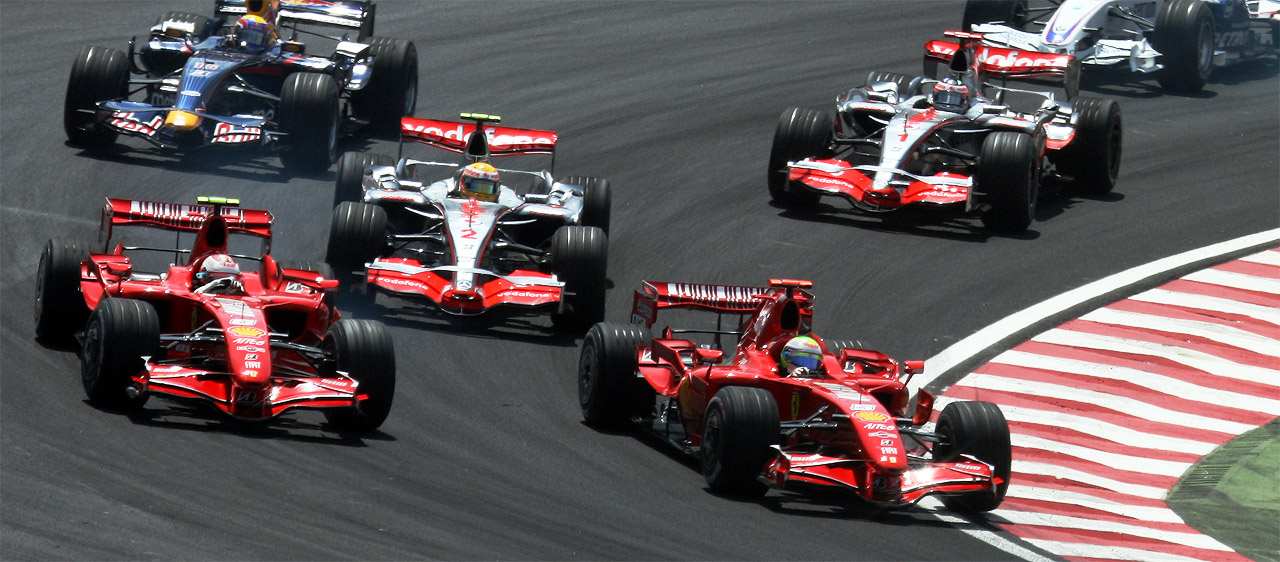
エス・ド・セナ（2007年ブラジルGP）

旧レイアウトは全長約8kmの非常にツイスティかつ起伏に富んだロングコースで、現在のコースの外側を大きく外周し、現コース部分をインフィールドエリアとして活用するサーキットであった。現在の旧コースは1コーナーの先をスタンド兼駐車場として活用されている他、旧インフィールド部分も一部が取り壊されている以外はほぼ残っており、ヘリコプターからの空撮時等に確認することが出来る。
1990年に約4.3kmに短縮する大改修を受け、新しい2コーナー～6コーナー間は旧コースを逆走するレイアウトを取り、小変更を加えながら現在の形になった。2006年までは路面の起伏が激しく状態が良くなかったが、2007年に再舗装され路面が滑らかになった。
20世紀中に造られたF1開催サーキットとしては珍しい左（反時計）回りのレイアウトを持つ。各所にロングコーナーがあるためドライバーの首への負担が大きく、特に6・7コーナーではF1サーキット最大の5Gがかかる。
下り勾配のホームストレートエンドにある1・2コーナーは、地元の英雄であり、サーキットの再改修にアドバイザーとして携わったアイルトン・セナの名を取り「エス・ド・セナ」（S do Senna, セナのS字）と命名されている。3コーナーの「クルヴァ・ド・ソル」は土地が低いため、ウェットレースではコース上に川ができ、ハイドロプレーニング現象によるコースオフを起こしやすい。かつては2コーナー出口にピットロード合流地点があったが、安全面から3コーナー先に変更された。バックストレート「レタ・オポスタ」の先にある複合の4・5コーナーは、1コーナーと並んでオーバーテイクポイントとなる。
コースはそこから上り坂となり、高速の6・7コーナーを経て、低速のインフィールドセクションに入る。この区間はラップタイムへの影響が大きいため、空力セッティングはダウンフォースレベルを強めに設定する。ヘアピンを立ち上がると下りの高速コーナーを通過し、12コーナー「ジュンカオン」で急減速。あとは緩く左にカーブした上り勾配を全開加速する。この最終区間ではエンジンパワーが要求される。最終15コーナーはピットロード入口を跨ぐラインを走行する。
1周に要する時間は70秒程度であり、これは2022年現在のF1開催サーキットの中ではレッドブル・リンクに次いで2番目に短い。

### 危険性
以前よりホームストレートの手前14コーナー「スビダ・ドス・ボセクセス」付近の危険性が指摘されており、近年では負傷事故の他4件の死亡事故が発生している。アウト側にタイヤバリアはあるがエスケープゾーンが非常に狭いため、クラッシュしたマシンがコース上に跳ね返され重大事故に繋がるケースが多い。
2003年のF1ではマーク・ウェバーが14コーナーでクラッシュし、後続のフェルナンド・アロンソが破片に衝突する多重クラッシュが発生しアロンソが負傷した。2007年には2月にオートバイレースでライダーが死亡し、12月9日に開催されたストックカーV8ライトではラファエル・スペラフィコがクラッシュ。後続のレンタオ・ルッソが衝突し、他の車両数台を巻き込む多重クラッシュによりスペラフィコが死亡し、他多数の負傷者を出した。2011年には4月3日と4月17日にストックカーレースで立て続けに事故が発生。3日は豪雨の中の多重クラッシュによりグスタボ・ソンダーマンが、17日には67歳のパウロ・クンゼが横転事故によりそれぞれ死亡した。
これを受けブラジルモーターレーシング連盟 (CBA) および国際自動車連盟 (FIA) のチャーリー・ホワイティングによる検討・視察の結果、2012年前半に二つのグランドスタンドを撤去し、14コーナーと15コーナー間にランオフエリアを設置する事が決定された。
しかし2014年11月30日のWECではLMP1-Hクラスのポルシェ・919ハイブリッドに乗るウェバーが14コーナーでクラッシュし、LM-GTEクラスのフェラーリ・458イタリアを巻き込む多重クラッシュを起こした。

### 設備
ブラジル国内レースでも使われているコースだが、常設の観客席は少なく、毎年、F1のグランプリ期間前に突貫工事で仮設スタンドなどの整備をしている。管理が行き届いているとは言えず、2000年には予選中にメインストレート脇の看板が相次いでコース上に落下したことで赤旗中断を繰り返し、その内の一度は走行中のジャン・アレジを直撃するというハプニングが起きている。
ピット施設が老朽化している上にピット裏のパドックエリアも狭いため、大掛かりな改修が予定されている。計画では現在の3コーナーと4コーナーの間のストレート区間へピットを移設し、ここに新たなスタート・フィニッシュラインが置かれる。

## 交通
公共交通機関によるサーキットまでのアクセスは地下鉄とバスを乗り継ぐ必要があったが、サンパウロ州知事であったジェラルド・アルキミンが、サンパウロ市内の鉄道CPTMのC線をインテルラゴス・サーキットまでの延伸すると表明。2007年10月に、C線改め9号エスメラルダ線（CPTM L09 Esmeralda）の路線延長が完了し、同年10月17日、サーキットの東約500mほどの地点に、アウトードロモ駅（Autódromo）が開業し、郊外鉄道から徒歩でサーキットに向かうことができるようになっている。

## 周辺
サンパウロ市街の高層アパートが立ち並ぶ住宅地にあるためアクセスは良いものの、最終コーナーの奥にはスラム街（「ファヴェーラ」と呼ばれる）があるなど周辺の治安は良くない。特にグランプリウィークになると、レース関係者を狙った盗難や強盗事件などが頻発しており、レース関係者であることを隠すためにチームスタッフに対して、サーキット外でのチームユニホーム着用禁止を発令しているチームもあるほど。2010年にはジェンソン・バトンを乗せた車が武装した強盗団に狙われ、危うく難を逃れるという出来事があった。
なお、ルーベンス・バリチェロの実家はサーキットのすぐそばにあり、ここで初期のレースキャリアを過ごした。バリチェロにとってブラジルGPは「ご当地レース」であったが、優勝することは叶わなかった。